# Machowinko
Machowinko is een plaats in het Poolse district  Słupski, woiwodschap Pommeren. De plaats maakt deel uit van de gemeente Ustka en telt 280 inwoners.